# Grup de la woodwardita
El grup de la woodwardita és un grup de minerals que forma part del supergrup de la hidrotalcita. Els seus membres són:
| Honessita        | (Ni1-xFex3+)(OH)₂[SO₄]x/2 · nH₂O |
| Woodwardita      | Cu1-xAlx(OH)₂[SO₄]x/2 · nH₂O     |
| Zincowoodwardita | Zn1-xAlx(OH)₂[SO₄]x/2 · nH₂O     |